# Gottfried Benn
Gottfried Benn, född 2 maj 1886 i Putlitz, död 7 juli 1956 i Västberlin, var en tysk författare och läkare.

## Biografi
Gottfried Benn var en av 1900-talets främsta expressionistiska diktare. Till yrket var han hudläkare, något som kom att influera hans verk; i diktsamlingarna Morgue ('Bårhus', 1912), Söhne ('Söner', 1914) och Fleisch ('Kött', 1917), samt i novellsamlingen Gehirne ('Hjärnor', 1916) gestaltas sjukdom, förruttnelse och död.
Han intog under hela sitt liv en nihilistisk och aristokratisk hållning, något som gjorde att han drogs till det mytiskt irrationella i nazismen. 1934 började han dock vända sig bort från nazismen, något som gjorde att han ådrog sig publiceringsförbud 1938. Redan året innan hade hans essäbok Kunst und Macht (1934) tagits med som utställningsobjekt på den nedvärderande konstutställningen "Entartete Kunst" i München. Benns senare verk präglas av kulturpessimism, vilket kommer till uttryck i t.ex. Statische Gedichte ('Statiska dikter', 1948).
Till Benns främsta inspirationskällor räknas Otto Weininger, Else Lasker-Schüler, Friedrich Nietzsche, Oswald Spengler, Julius Evola och Knut Hamsun. Hans diktande fick en stor betydelse för den tyska 1900-talspoesin, och med ett flertal essäer, bl.a. Probleme der Lyrik ('Problem i lyriken', 1951) hade Benn stort inflytande på den estetiska debatten i Europa. En yngre tysk poet som erkände ett tidigt inflytande från Benn var Rolf Dieter Brinkmann.